# Richard Paul Korf
Richard Paul Korf (ur. 28 maja 1925, zm. 20 sierpnia 2016 w Ithace) – amerykański mykolog.

## Życiorys
Pochodził z wyższej klasy średniej. Mieszkał w hrabstwie Westchester w stanie Nowy Jork i w New Fairfield w stanie Connecticut. Uczęszczając do prestiżowej szkoły wiejskiej Riverdale w Nowym Jorku, Korf został odpowiedzialny za lekcje biologii po tym, jak jego nauczyciel został powołany na front.  „Patrząc wstecz – napisał Korf – jestem przekonany, że to doświadczenie wywarło ogromny wpływ na moją przyszłość i decyzję o podjęciu pracy w zawodzie nauczyciela”.
W 1942 r. Korf zapisał się na Uniwersytet Cornella. W 1946 r. ukończył studia licencjackie z botaniki, a w 1950 r. uzyskał doktorat. Przez następny rok nauczał mykologii na Uniwersytecie w Glasgow. Po roku powrócił na  Uniwersytet w Cornell i pracował tu jako pracownik naukowy w Zakładzie Patologii Roślin. W 1955 r. został mianowany profesorem nadzwyczajnym, a w 1961 r. uzyskał tytuł profesora. Przeszedł na emeryturę w 1992 r.,  ale kontynuował nauczanie do 1998 r. W czasie swojej kariery naukowej Korf był promotorem 27 doktorantów.
Podczas urlopu naukowego w Japonii w 1957 r. Korf poznał swoją żonę Kumiko „Kumi” Tachibana. Pobrali się i mieli czworo dzieci. W 1972 r. Korf zakupił trzyakrową wyspę Exe Island na jeziorze Big Rideau Lake w Portland w prowincji Ontario w Kanadzie. Spędzał tu wakacje i organizował na wyspie konferencje mykologiczne i turnieje gry karcianej Crazy Eights, której był entuzjastą. Później przekazał wyspę na własność wydawnictwu Mycotaxon jako Exe Island Biological Station.
Korf przez całe życie był czynnym entuzjastą teatru. Od dzieciństwa występował na scenach Cornell i Ithaca oraz w studiu nagraniowym. Jako student występował pod pseudonimem „Jonah Webster”, aby ukryć swoje „ulubione zajęcie” przed profesorem H.M. Fitzpatrickiem, który nie pochwalał niemykologicznych zajęć. Pracował w niepełnym wymiarze godzin jako przewodniczący Wydziału Sztuk Teatralnych Cornella w latach 1985–1986.

## Praca naukowa
Korf był emerytowanym dyrektorem Uniwersytetu Cornell University Pathology Herbarium (CUP), jednego z największych zielników grzybowych w Stanach Zjednoczonych. Podróżował po całym świecie, zbierając grzyby w Belgii, Danii, Dominikanie, Finlandii, Francji, na Węgrzech, w Indonezji, Jamajce, Japonii, Makaronezji, Nowej Zelandii, Norwegii, Filipinach, Portugalii, Portoryko, Szkocji, Singapurze, Szwecji i Tajwanie. Zebrał prawie 5000 okazów należących do 257 gatunków. Znajdują się w kolekcji CUP. Najwięcej jest okazów należących do rodzajów: Arachnopeziza, Bisporella, Cheilymenia, Chlorosplenium, Dasyscyphus, Hyaloscypha, Hymenoscyphus, Mollisia, Peziza, Rutstroemia, Scutellinia i Trichia.
Korf był współzałożycielem międzynarodowego, mykologicznego czasopisma naukowego Mycotaxon. Czasopismo to zajmuje się taksonomią i nomenklaturą grzybów i porostów. Korf nadzorował przygotowywanie artykułów, ostateczną ich redakcję i zarządzanie subskrypcjami. W latach 1998–2003  był asystentem redaktora naczelnego, a od 1999 r. aż do śmierci skarbnikiem korporacji wydającej to czasopismo. W czasopiśmie Mycotaxon Korf opublikował ponad 400 artykułów.
Opisał wiele nowych gatunków  grzybów. W nazwach naukowych utworzonych przez niego taksonów dodawane jest jego nazwisko Korf.